# جيري أوكونيل
جيري أوكونيل (بالإنجليزية: Jerry O'Connell)‏ هو ممثل أمريكي، بدأ مسيرته الفنية عام 1986. من أبرز الأعمال التي شارك فيها عبور جوردان (مسلسل).

## الأعمال
- عبر جوردان (مسلسل)
- لاس فيغاس (مسلسل)
- بيتي القبيحة
- سامانثا من؟
- دون أثر
- عبر جوردان (مسلسل)
- الرجل الجديد (فيلم)
- جيري ماغواير (فيلم)

## وصلات خارجية
- جيري أوكونيل على موقع IMDb (الإنجليزية)
- جيري أوكونيل على موقع ميتاكريتيك (الإنجليزية)
- جيري أوكونيل على موقع روتن توميتوز (الإنجليزية)
- جيري أوكونيل على موقع قاعدة بيانات الأفلام العربية
- جيري أوكونيل على موقع ألو سيني (الفرنسية)
- جيري أوكونيل على موقع أول موفي (الإنجليزية)
- جيري أوكونيل على موقع قاعدة بيانات برودواي على الإنترنت (الإنجليزية)
- جيري أوكونيل على موقع قاعدة بيانات الأفلام السويدية (السويدية)
- جيري أوكونيل على موقع إن إن دي بي (الإنجليزية)
- جيري أوكونيل على موقع قاعدة بيانات الفيلم (الإنجليزية)